# Miss May I
Miss May I ist eine US-amerikanische Metalcore-Band aus Ohio. Bislang haben sie sechs Studioalben veröffentlicht sowie den Titelsong zu Saw VI beigesteuert. Die Band steht bei dem Label Rise Records unter Vertrag.

## Geschichte
Miss May I gründete sich 2007 in Troy im US-Bundesstaat Ohio. Damals waren sie 16 Jahre alt und ihre erste Veröffentlichung war die EP Vows for a Massakre, die fünf Songs beinhaltete. Erst 2009 brachten sie das erste wirkliche Album heraus Apologies Are for the Weak. Dieses Album produzierten sie noch selbst, doch danach unterschrieben sie bei Rise Records einen Vertrag.

### Apologies Are for the Weak (2009)
Mit diesem Album im Gepäck gingen sie zusammen mit Carnifex, Impending Doom, und Conducting from the Grave auf Tour. Nach kurzer Zeit entschloss sich allerdings der bisherige Bassist Josh Gillispie, die Band zu verlassen. Er wurde durch Ryan Neff ersetzt. Daraufhin spielten sie auf mehreren kleineren Touren mit.

### Monument (2010)
Nachdem sie sich im Mai 2010 ins Studio begeben hatten, veröffentlichten sie am 28. Juni 2010 ihr zweites Album Monument. Im Dezember gaben sie bekannt, dass sie an der Vans Warped Tour 2011 teilnehmen.

### At Heart (2012–2014)
Nachdem sie die Warped Tour absolviert hatten, begaben sie sich Anfang 2012 ins Studio, um das dritte Studioalbum aufzunehmen. Das Album mit dem Titel At Heart erschien am 12. Juni 2012. Im April desselben Jahres gingen Miss May I als Vorband von Parkway Drive auf Europa-Tour.

### Rise of the Lion (2014–2015)
Im Frühjahr 2014 gab Benton bekannt, dass die Band die Aufnahme eines neuen Albums fast beendeten. Daraufhin veröffentlichte die Band die Erste Single des Albums Gone auf Youtube. Auf Facebook teilten sie mit, dass der Name des Albums Rise of the Lion tragen wird, und am 25. April 2014 veröffentlicht wurde. Im Juni und im August hatte die Band im Rock im Park in Nürnberg und im Mayhem Festival in New Jersey Festivalauftritte absolviert.

### Deathless (Seit 2015)
In einem Interview gab Bassist Neff bekannt, dass ebenfalls für 2015 ein Album erscheinen wird. Auf der Facebook-Seite der Band gaben sie bekannt, dass sie an der Vans Warped Tour 2015 teilnehmen werden. Im Juni 2015 veröffentlichte die Band eine Singleauskopplung mit dem Namen I.H.E. Kurz darauf wurde das Album mit Deathless bestätigt. Am 7. August 2015 wurde das Album veröffentlicht. Bis zum Ende des Jahres gingen sie mit Parkway Drive und Thy Art Is Murder auf Nordamerika-Tour.

## Musikstil
Laut Powermetal.de klingt Miss May I wie die neueren Werke von Trivium und Killswitch Engage, bloß mit Einschüben von Breakdowns. Das Album Rise of the Lion klingt wie ein Mix aus Metalcore und Modern Metal, welcher einer härteren Version von Disturbed, As I Lay Dying und Killswitch Engage gleichkommt.
Ihre Musik gewann mit dem Album Deathless wieder mehr an Aggressivität, da aus den Liedern zum ersten Mal seit Apologies Are For The Weak kompliziert gespielte Gitarrensolos herauszuhören sind, was bei dem vorigen Album nicht der Fall war. Benton betont in einem Interview, dass er von Rappern wie Jay-Z, Snoop Dogg und Dr Dre beeinflusst ist, aber auch von Bands wie All That Remains, Killswitch Engage und Five Finger Death Punch.
Die Musik der Band ist generell dem Metalcore zuzuordnen, jedoch gibt es auch Einflüsse aus dem Melodic Death Metal, Hardcore Punk und dem Groove Metal. Der häufig verwendete Sound ist mit dem von As I Lay Dying und Killswitch Engage sehr ähnlich, und ist meist der im Metalcore typische Downtune.

## Bandmitglieder

Miss May I, live auf dem With Full Force 2018
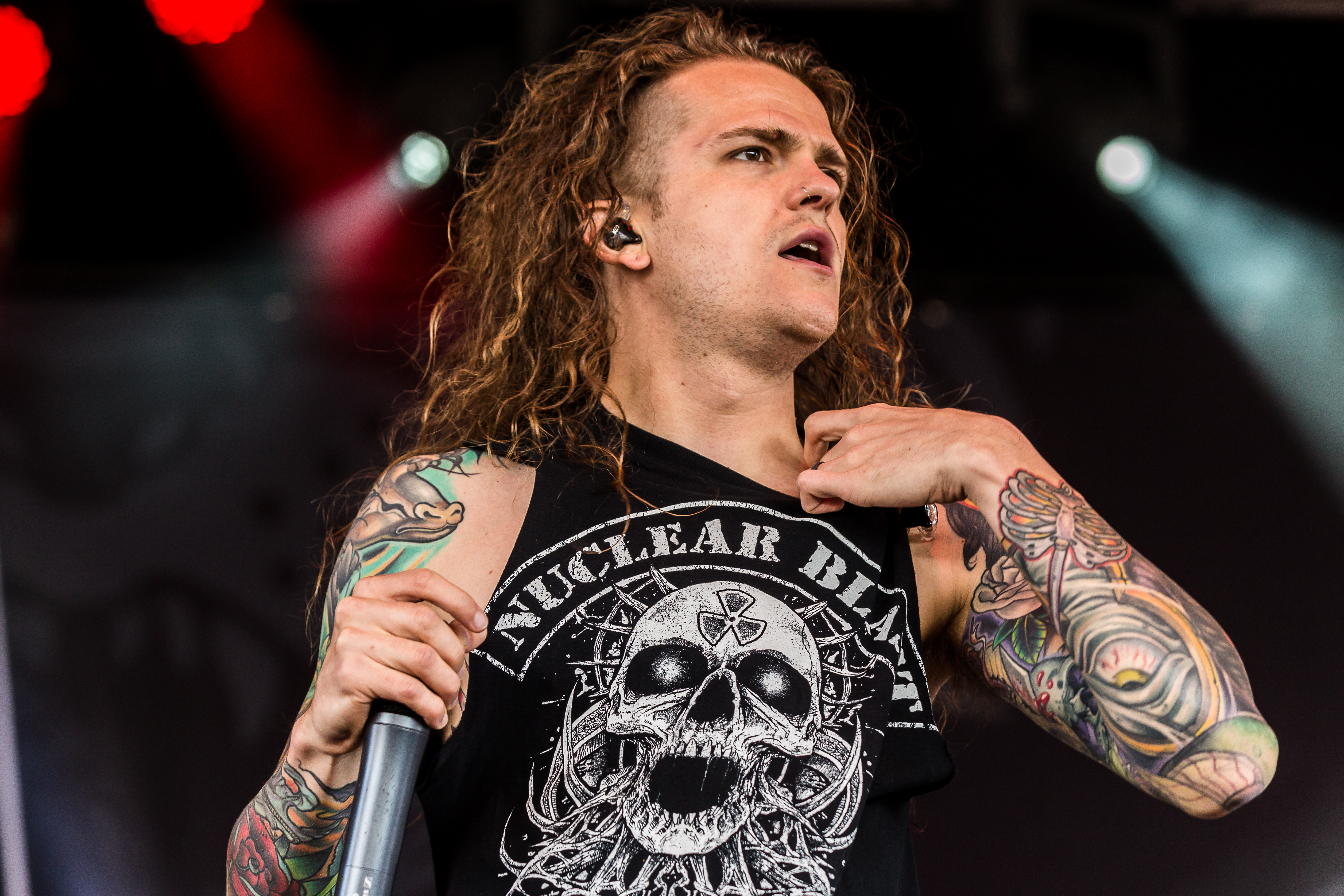
Sänger Levi Benton
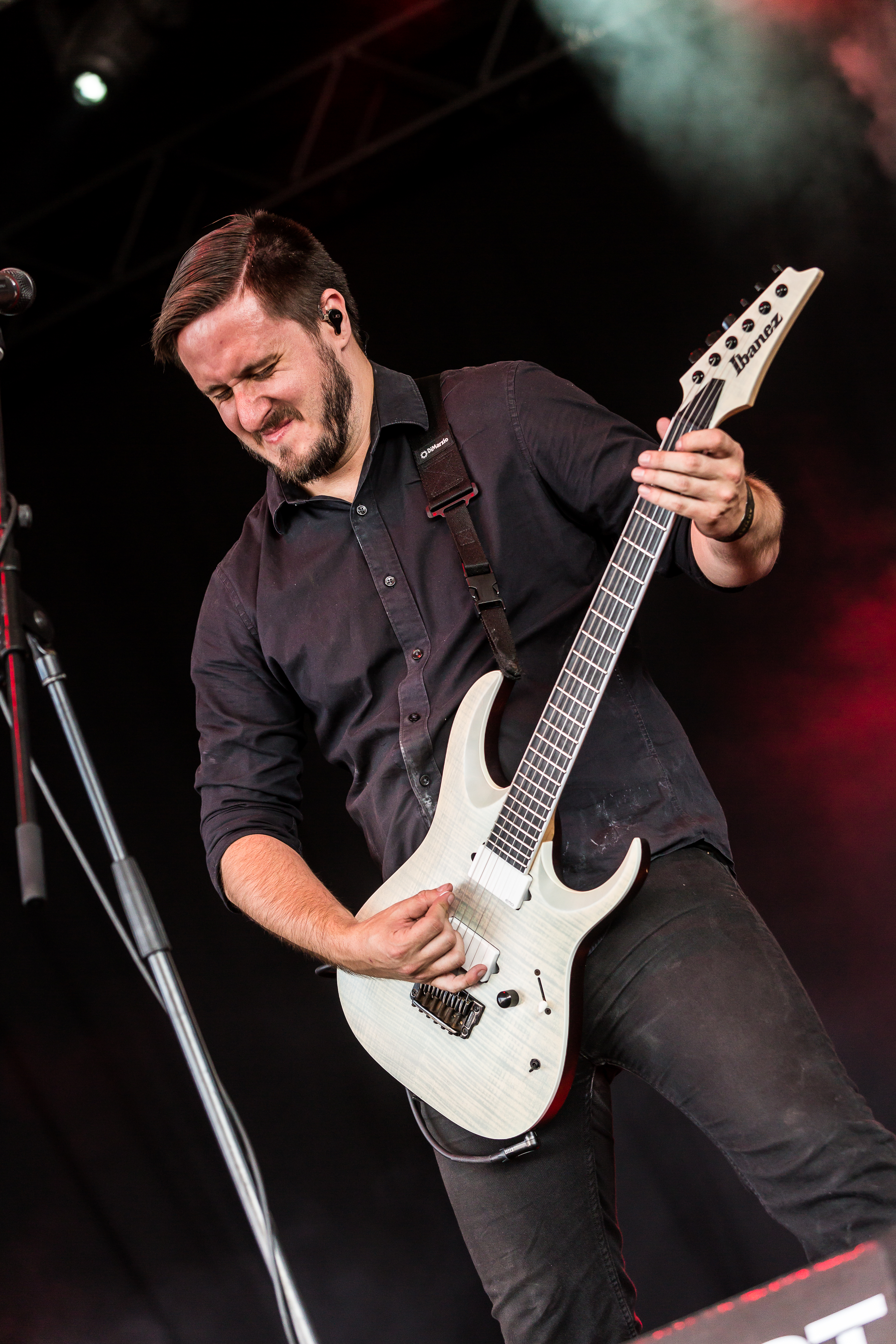
Lead-Gitarrist B.J. Stead
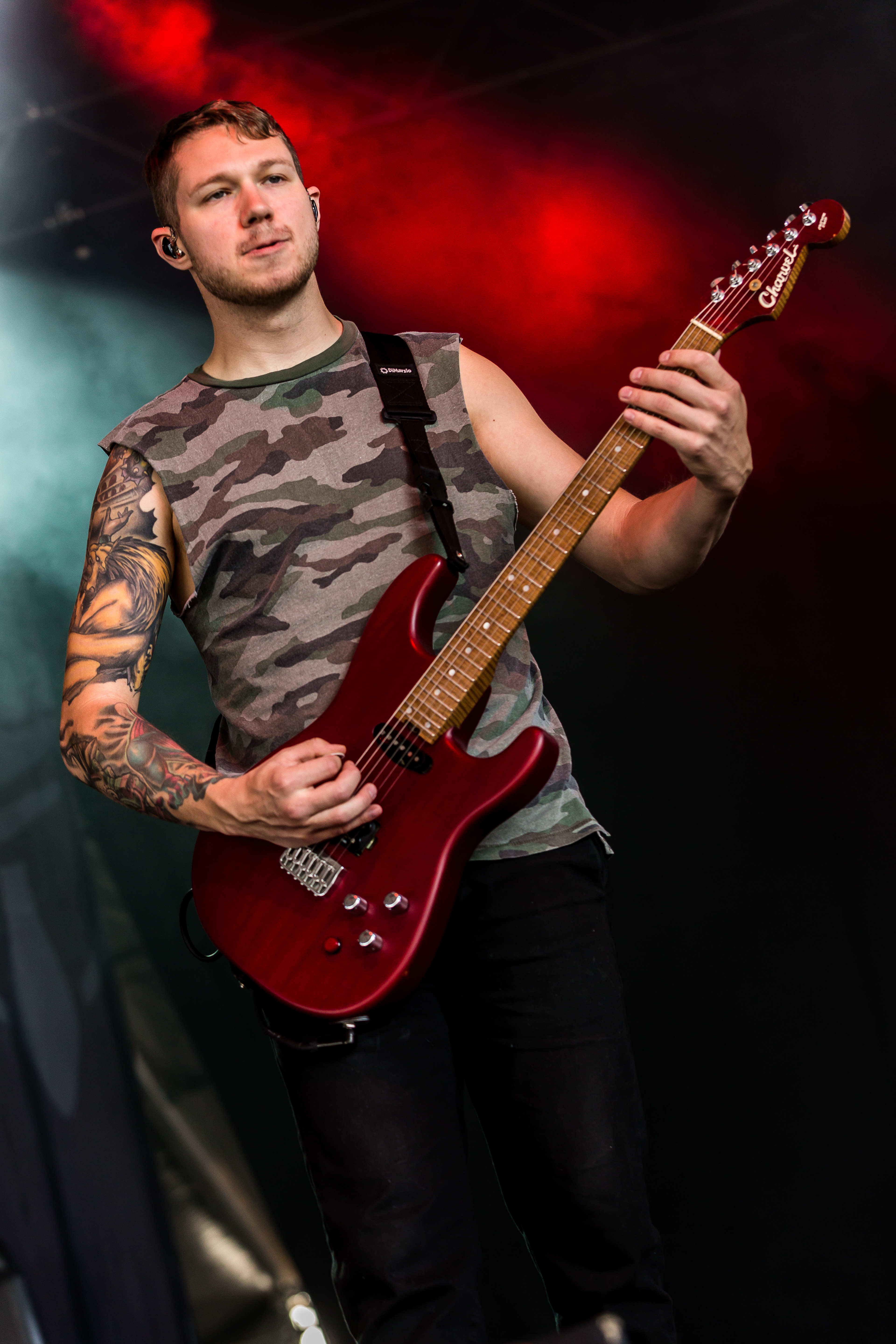
Rhythmus-Gitarrist Justin Aufdemkampe
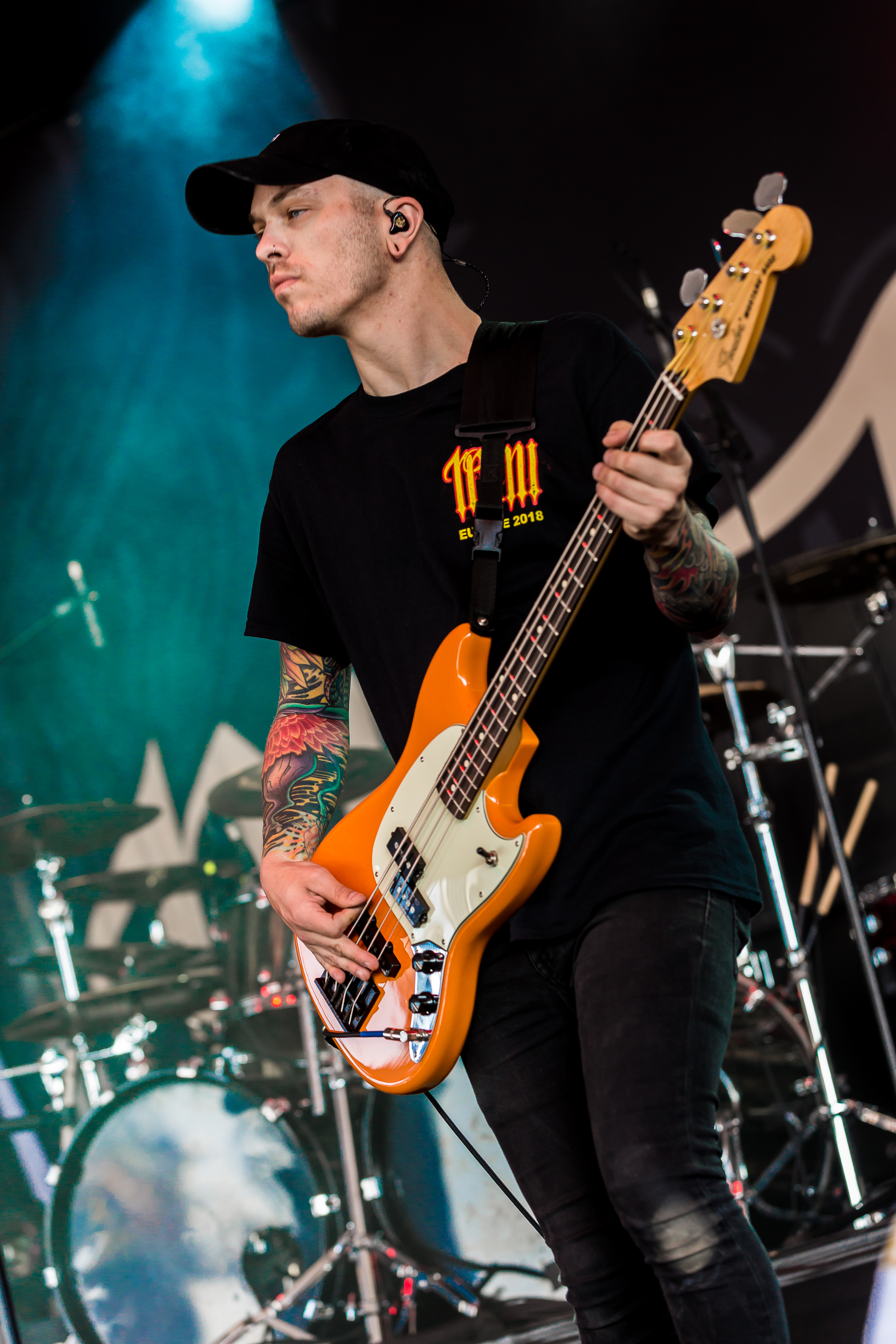
Bassist Ryan Neff
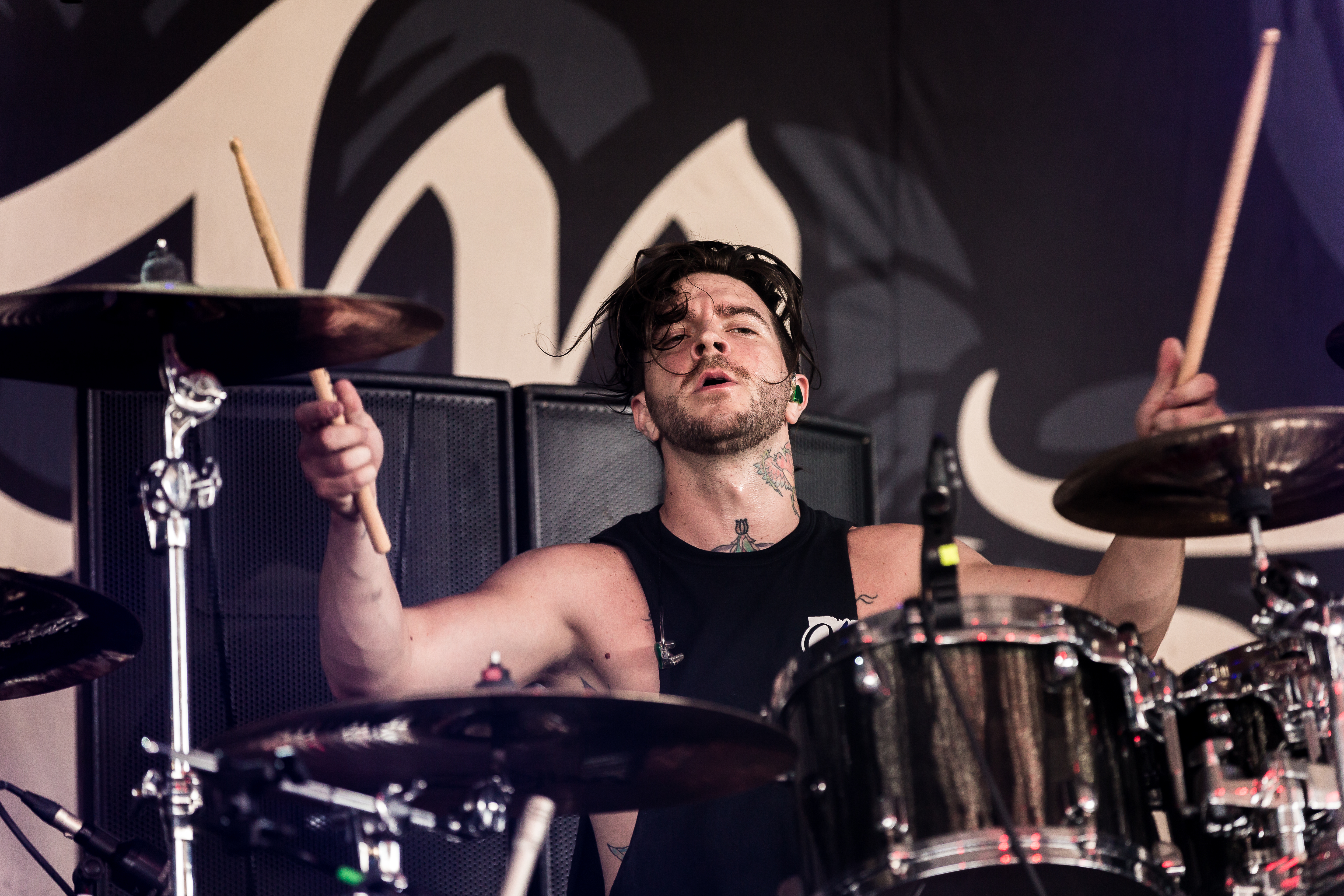
Schlagzeuger Jerod Boyd

## Diskografie

### Studioalben
| Jahr | Titel Musiklabel                        | Höchstplatzierung, Gesamtwochen, AuszeichnungChartsChartplatzierungen (Jahr, Titel, Musiklabel, Platzierungen, Wochen, Auszeichnungen, Anmerkungen) | Anmerkungen                             |
| Jahr | Titel Musiklabel                        | US | Anmerkungen                             |
| ---- | --------------------------------------- | --- | --------------------------------------- |
| 2009 | Apologies Are for the Weak Rise Records | — | Erstveröffentlichung: 23. Juni 2009     |
| 2010 | Monument Rise Records                   | US76 (1 Wo.)US | Erstveröffentlichung: 17. August 2010   |
| 2012 | At Heart Rise Records                   | US32 (2 Wo.)US | Erstveröffentlichung: 12. Juni 2012     |
| 2014 | Rise of the Lion Rise Records           | US21 (1 Wo.)US | Erstveröffentlichung: 25. April 2014    |
| 2015 | Deathless Rise Records                  | US49 (1 Wo.)US | Erstveröffentlichung: 7. August 2015    |
| 2017 | Shadows Inside SharpTone Records        | US176 (1 Wo.)US | Erstveröffentlichung: 2. Juni 2017      |
| 2022 | Curse of Existence SharpTone Records    | — | Erstveröffentlichung: 1. September 2022 |

### Musikvideos
- 2010: Forgive and Forget
- 2010: Relentless Chaos
- 2010: Our Kings
- 2011: Masses of a Dying Breed
- 2012: Hey Mister
- 2012: Ballad of a Broken Man
- 2012: Day by Day
- 2014: Gone
- 2014: Echoes
- 2015: I.H.E.
- 2015: Deathless
- 2015: Turn Back the Time
- 2017: Lost in the Grey
- 2017: Shadows Inside
- 2018: Under Fire